# Antonio Maria Bordoni
Antonio Maria Bordoni (Mezzana Corti, 19 luglio 1788 – Pavia, 26 marzo 1860) è stato un matematico italiano.
Allievo di Vincenzo Brunacci, fu autore di ricerche nel campo dell'analisi matematica, della geometria e della meccanica. Professore all'Università degli Studi di Pavia del 1817, è considerato il fondatore della scuola matematica di Pavia. Fu inoltre membro di varie accademie, fra cui l'Accademia dei XL.

## Biografia
Subito dopo la laurea conseguita - non ancora ventenne - all'Università degli Studi di Pavia il 7 giugno 1807, fu incaricato dell'insegnamento della matematica e della fisica alla Scuola Militare istituita da Napoleone a Pavia nei locali del Collegio Ghislieri. All'Università di Pavia nel 1816-17 fu supplente del Brunacci alla cattedra di Calcolo sublime, geodesia e idrometria; nel 1817-18 fu professore di Matematica pura ed elementare, tornando dopo la morte di Brunacci (1818) a insegnare Calcolo sublime e Idrometria e geodesia. Mantenne l'insegnamento del calcolo sublime fino al 1841, quando «una malaugurata riforma degli studi diede al governo austriaco l'occasione, forse desiderata, di restringere il campo d'azione del Bordoni», conservò invece quello della Idrometria e geodesia fino al 1852. Dal 1844 alla morte fu inoltre Direttore degli studii matematici.
Fra i suoi più noti allievi vi furono Francesco Brioschi, di cui Bordoni fu relatore di tesi nel 1845, Luigi Cremona, Eugenio Beltrami, Felice Casorati e Delfino Codazzi. È stato intitolato a suo nome l'Istituto Statale d'Istruzione Superiore "A. Bordoni" a Pavia.

## Opere

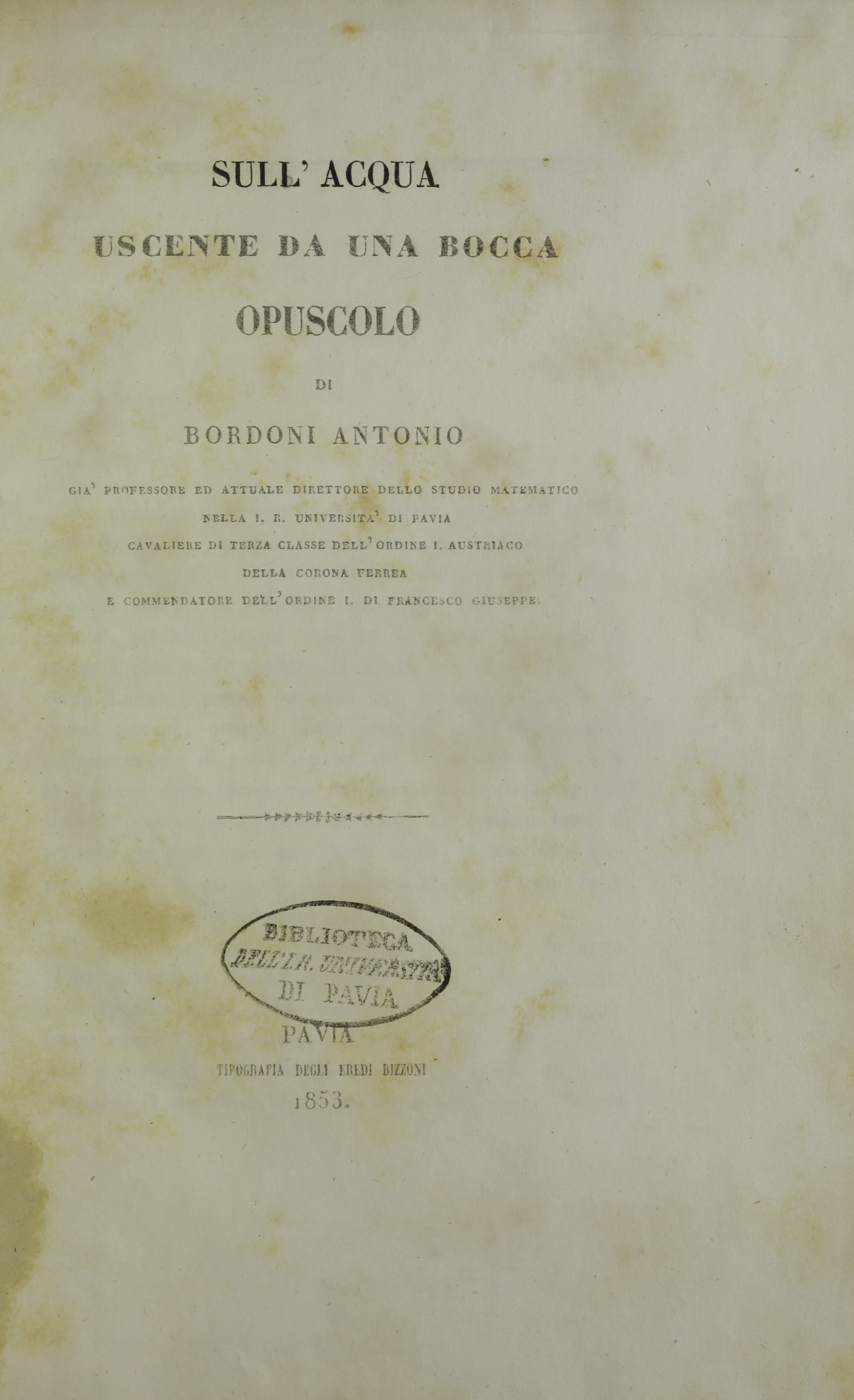
Sull'acqua uscente da una bocca, 1853

- Sopra l'equilibrio di un poligono qualunque. Memoria del signor Antonio Bordoni professore nella scuola militare di Pavia, Milano, Regia Cesarea Stamperia di Governo, 1814.
- Nuovi teoremi di meccanica elementare memoria del sig. A. Bordoni, inserita nell'ottavo tomo del Giornale di Fisica Chimica ec. del Sig. Brugnatelli, Pavia: dalla tipografia eredi Galeazzi, 1815.
- De' contorni delle ombre ordinarie trattato di A. Bordoni già prof. nella Scuola Militare di Pavia ed uno dei quaranta nella Società Italiana delle Scienze, Milano, Imperiale Regia Stamperia, 1816.
- Sul moto discreto di un corpo, Verona, Mainardi, 1816.
- Degli argini di terra, Milano, Paolo Emilio Giusti, 1820.
- Trattato di geodesia elementare di Antonio Bordoni, con 17 tavole, Milano, per P.E. Giusti fonditore-tipografo, 1825.
- Proposizioni teoriche e pratiche trattate in iscuola dal professore Antonio Bordoni e raccolte dal dottor Carlo Pasi, Pavia, dalla tipografia Bizzoni, 1829.
- Lezioni di calcolo sublime, Milano, per P. E. Giusti, 1831. Vol. 1 / 1; Vol. 2 / 2
- Annotazioni agli elementi di meccanica e d'idraulica del professore Giuseppe Venturoli, Milano, Paolo Emilio Giusti, 1833.
- Sulle svolte ordinarie delle strade in Opuscoli matematici e fisici di diversi autori, Milano, presso Emilio Giusti, 1834.
- Trattato di geodesia elementare, Pavia, dalla Tip. di P. Bizzoni, 1843
- Sull'acqua uscente da una bocca, Pavia, eredi Bizzoni, 1853.

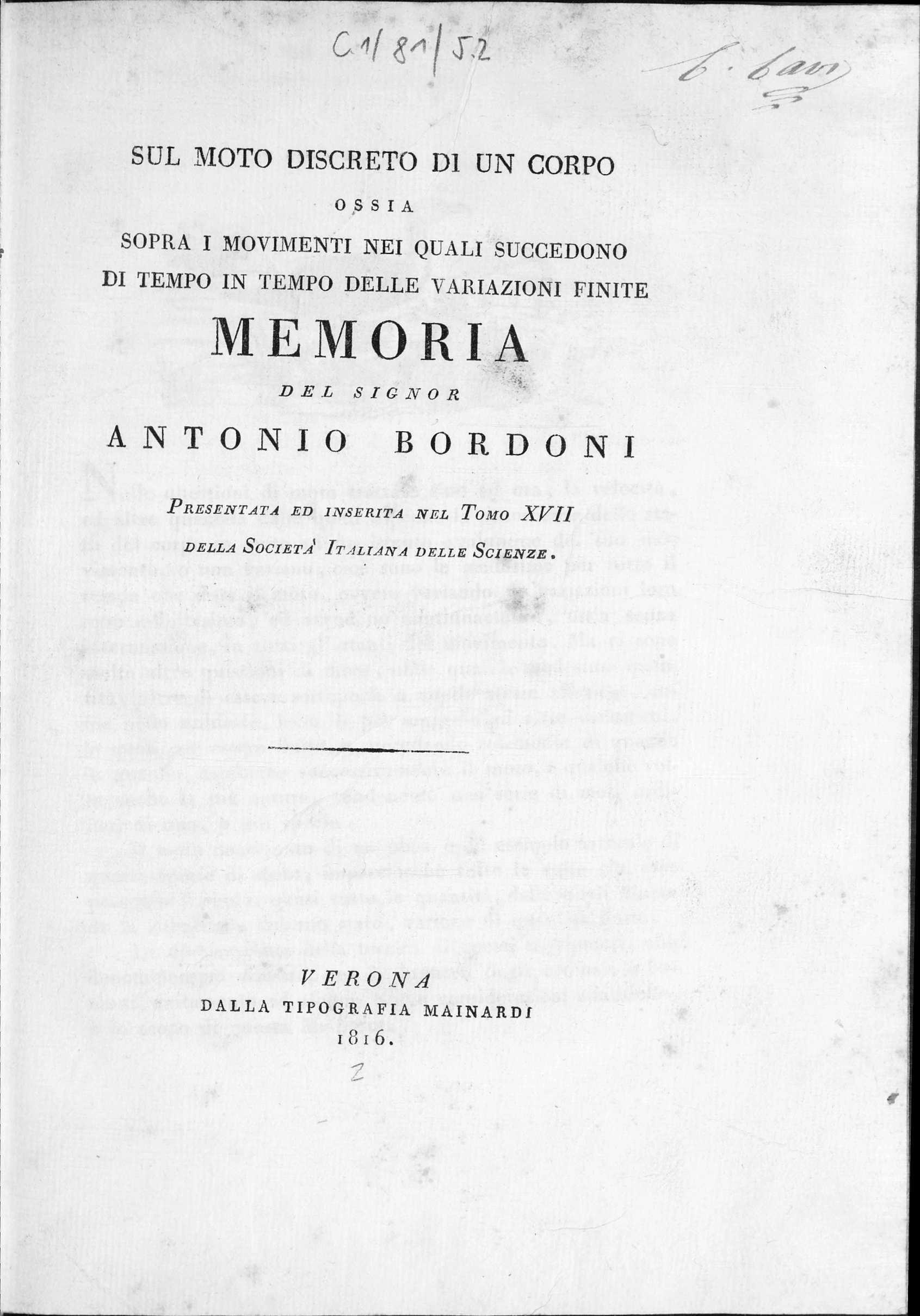
Sul moto discreto di un corpo, 1816